# Reconhecimento intraespécie
O reconhecimento intraespécie é o reconhecimento por um membro de uma espécie de um coespecífico (outro membro da mesma espécie). Em muitas espécies, tal reconhecimento é necessário para a procriação.
Heliconius charithonia exibe reconhecimento intraespécie ao empoleirar-se com membros da mesma espécie. Eles fazem isso com a ajuda de rodopsinas UV no olho, que os ajudam a distinguir entre pigmentos amarelos ultravioleta e pigmentos amarelos normais. Eles também são conhecidos por emitir sinais químicos para reconhecer membros de sua própria espécie.